# Paul Marchandeau
Paul Marchandeau (Gaillac, 10 de agosto de 1882-París, 31 de mayo de 1968) fue un político radical francés.

## Biografía
Nació en Gaillac, departamento de Tarn, el 10 de agosto de 1882. Licenciado en Derecho en París, fue elegido alcalde de Reims en 1925, cargo que ocuparía hasta 1942.
Ministro del Interior entre el 13 de octubre y el 8 de noviembre de 1934, durante su mandato decretó que los refugiados españoles debían asentarse al norte del río Loira, con el argumento de prevenir «incidentes» en la frontera, excluyéndolos de Marsella. También durante su mandato emitió el 26 de octubre una circular que anunciaba que los inmigrantes que se involucraran en actividades de índole política o criminal serían expulsados del país sin contemplaciones.
Fue ministro de Presupuesto entre 26 de noviembre de 1933 y el 27 de enero de 1934 en un gabinete Chautemps; ocupó la cartera de Finanzas en tres ocasiones: entre el 30 de enero y el 7 de febrero de 1934 en un gabinete Daladier, entre el 18 de enero y el 10 de marzo de 1938 en otro gobierno Chautemps y entre el 10 de abril al 1 de noviembre de 1938 en otro gobierno Daladier. Marchandeau, que defendió la asunción por parte del Estado de un rol más intervencionista en la economía; fue sucedido al final de su tercer mandato por Paul Reynaud, que defendía posiciones más liberales en este aspecto.
Diputado por Marne entre 1926 y 1942, fue uno de los parlamentarios del grupo radical que votó el 10 de julio de 1940 a favor del proyecto de ley de Laval para otorgar plenos poderes constitucionales al mariscal Philippe Pétain y que disolvería la Tercera República.
Falleció en París el 31 de mayo de 1968.

## Ideología
Adscrito al ala derechista y conservadora del Partido Republicano Radical y Radical Socialista, tendió a apoyar soluciones de concentración entre su partido y la derecha política en el periodo de entreguerras.